# Uzunköprü (stad)
Uzunköprü is een stad in de provincie Edirne in Turkije. Volgens de laatste telling in 2013 heeft de stad 40.366 inwoners.
De stad werd in 1444 opgericht door de Ottomanen, dit zou destijds de eerste Ottomaanse nederzetting op Europees grondgebied zijn, die door de Turken zelf was gesticht. Het kreeg na de stichting, een stroom van mensen uit de omliggende dorpen. Dit zorgde destijds voor een flinke stijging van het aantal inwoners.
Tegenwoordig ligt Uzunköprü aan de grens met Griekenland bij het plaatsje Pythio (Kuleliburgaz). Het wordt doorkruist door de spoorlijn van Istanbul naar Thessaloniki, waardoor het een belangrijk grensovergang is voor het treinverkeer van en naar Griekenland.

## Lange brug
De letterlijke vertaling van Uzunköprü is "Lange Brug" (Turks: Uzun Köprü) en komt van de nabijgelegen stenen brug. De brug werd gebouwd tussen 1426 en 1443 door de hoofdarchitect Muslihiddin op bevel van de Ottomaanse Sultan Murad II. De oude stenen brug is 1.329 meter lang en tot 6,80 m breed, waardoor het officieel de langste stenen brug in Turkije is. Opmerkelijk is dat de brug 174 bogen heeft, waarvan sommige puntig zijn en anderen weer rond zijn.
De brug werd gemaakt om de rivier Ergene te kunnen passeren, vandaar dat ook de oude naam de Ergenebrug was (Ottomaans Turks: Cisr-i Ergene) Deze brug vormde lange tijd een natuurlijke barrière voor het Ottomaanse Rijk om verder in de Balkan te komen.
De brug was beschadigd tijdens de oorlogen in de twintigste eeuw en werd hersteld in 1963.
Op 13 april 2015 werd de brug opgenomen op de tentavivelist van Unesco.

## Geboren
- Gürsel Aksel (1937-1978), voetballer